# Уилсон, Джеймс (юрист)
Джеймс Уилсон (англ. James Wilson; 14 сентября 1741, Шотландия — 21 августа 1798, Идентон, Северная Каролина) — шотландский юрист, известный как один из тех, кто подписал Декларацию независимости США. Он был дважды избран в Континентальный конгресс — орган, составивший законопроект Конституции США. Джеймс Уилсон был ведущим теоретиком права и одним из шести первых судей Верховного суда США, назначенных Джорджем Вашингтоном.

## Ранние годы
Джеймс Уилсон родился в Шотландии в 1742 году. Учился в ряде университетов, но не получил степени. В 1766 году эмигрировал в Британскую Америку, имея с собой несколько ценных рекомендательных писем. Благодаря этим связям он начал давать частные уроки, а позже — преподавать в Филадельфийском колледже (сейчас — Пенсильванский университет). Там он подал прошение на соискание учёной степени, и через несколько месяцев ему присудили звание магистра гуманитарных наук.
Наиболее популярным и престижным направлением карьеры в те времена была юриспруденция. Через некоторое время Уилсону удалось получить возможность стажировки в конторе Джона Дикинсона. После двух лет обучения он получил адвокатскую практику в Филадельфии и в следующем году (1767) открыл собственную адвокатскую контору в Рединге. Его контора была очень успешной, и за несколько лет Уилсон заработал большое количество денег. В те времена он приобрёл небольшую ферму около Карлайла, вёл судебные дела в восьми соседних графствах и читал лекции по английской литературе в Филадельфийском колледже.

## Революция
В 1774 году Уилсон опубликовал «Рассуждение о природе и размере законодательного влияния британского парламента» — памфлет, который отрицал власть парламента в британских колониях. Хотя учёные считают эту работу написанной в один год с подобными произведениями Томаса Джефферсона и Джона Адамса, на самом деле она была создана в 1768 году, став, возможно, первым убедительно сформулированным аргументом против британского доминирования.
В 1775 году Джеймс Уилсон стал полковником 4-го батальона округа Камберленд и дослужился до ранга бригадного генерала песильванского ополчения.
В 1776 году Уилсон, твёрдый сторонник независимости, стал членом Континентального конгресса. На этой должности он был одним из лидеров в формировании политики в отношении индейцев. Также с июня 1776 года он входил в состав Комитета по шпионажу вместе с Джоном Адамсом, Томасом Джефферсоном, Джоном Ратледжем и Робертом Ливингстоном и совместно с ними дал определение государственной измене.
4 октября 1779 года началось восстание у «форта Уилсон» в Филадельфии (Fort Wilson Riot). В ответ на инфляцию, бедность и недостаток пищи, которые всё увеличивались в последние 3 года, народное ополчение, которое поддерживало регулирование цен и противостояло правлению филадельфийских консерваторов, промаршировало к дому Джеймса Уилсона на углу Третьей и Ореховой улиц. Уилсон и 35 его коллег испугались толпы, забаррикадировались в его доме, который впоследствии получил название «форта Уилсон». Завязался короткий бой, в результате которого погибли 5 солдат и 17-19 человек были ранены. В конце концов вмешались солдаты Первого эскадрона Филадельфийской кавалерии и Бейлорских лёгких драгун под командованием Джозефа Рида, которые спасли Джеймса Уилсона и его коллег.
В 1779 году Уилсон занял должность военного прокурора Франции в Америке. На этом посту он находился до 1783 года.

## Филадельфийский конвент
Уилсон, известный как один из самых крупных юристов своего времени, считается наиболее учёным из так называемых отцов Конституции. Один из его коллег-делегатов Конституционного конвента 1787 года в Филадельфии дал ему такую оценку:
«Система государственной власти, кажется, была для него предметом особого изучения, все политические институты мира он подробно знает и может проследить причины и последствия любой революции из древнейших истоков эллинистических государств до настоящего».
Главным влиянием Уилсона в страну было его участие в Комиссии по детализации, которая разработала первый черновой вариант Конституции США в 1787 году (год после смерти его жены). Уилсон требовал, чтобы сенаторы и президент избирались всенародно. Он также предложил в конвенте так называемый «Компромисс трёх пятых», который при проведении выборов учитывал голос рабов как 3/5 голоса свободного человека. Вместе с Джеймсом Мэдисоном он был едва ли не самым толковым из Отцов-основателей в политэкономии. Он чётко понимал проблему двойного суверенитета (народа и государства) и считал возможным для США практически неограниченное будущее. Уилсон 168 раз обращался с речью к Конвенту. Свидетельство о выступлениях Уилсона в Конвенте оставил доктор Бенджамин Раш, который сравнивал ум Уилсона с «лучом света».
Не соглашаясь с некоторыми деталями окончательного варианта Конституции, Уилсон, однако, боролся за её принятие. Под его руководством Пенсильвания стала вторым штатом (после Делавэра), ратифицировавшим Основной закон. Его речь 6 октября 1787 года в Стейт-Хаус-Ярд стала особенно важной при установлении сроков дискуссии по ратификации, как местной, так и национальной. В частности, в речи отмечался тот факт, что в этой Конституции впервые предусматривается всенародное избрание государственного правительства. Позже Уилсон способствовал новому редактированию конституции штата Пенсильвания 1776 года, возглавив группу, которая приняла новую конституцию, и заключил соглашение с Уильямом Файндли, лидером партии конституционалистов, по ограничению партизанских настроений, господствовавших ранее в пенсильванской политической жизни.

## Деятельность в Верховном суде
В 1790 году Джеймс Уилсон начал читать серию лекций по юриспруденции в Филадельфийском колледже, в которой он преимущественно игнорировал практические аспекты юридического обучения. Как большинство своих образованных современников, он считал академическое изучение права в большей степени частью общего культурного образования, чем исключительно вступлением в профессиональную деятельность. Примерно в конце 1791 или в начале 1792 года он начал читать лекции для второго курса (в то время Филадельфийский колледж стал Пенсильванским университетом), но в какой-то доселе неизвестный момент лекции прекратились и уже больше никогда не восстанавливались. При жизни Уилсона его лекции, кроме лекций для первого курса, так и не были опубликованы, пока в 1804 году его сын, Бирд Уилсон, не напечатал их. Юридическая школа Пенсильванского университета официально берёт начало из лекций Уилсона.
Последние годы жизни Уилсона отмечены неудачами. Из-за своих земельных инвестиций он влез в большие долги, которые стали настоящим бременем с началом паники 1796—1797 годов на атлантических кредитных рынках. Уилсон был ненадолго заключён за небольшой долг в тюрьму Берлингтона, штат Нью-Джерси. Его сын выплатил долг, но Уилсон уехал в Северную Каролину, убегая от других кредиторов. Он снова был заключён на короткий срок, но, несмотря на это, он стал там окружным судьёй. В 1798 году он перенес приступ малярии и умер от удара, посещая друга в Идентоне, Северная Каролина. Его похоронили на Джонстонском кладбище на плантации около Идентона, но в 1906 году его прах был перенесён на Кладбище Христа в Филадельфии.